# Distretto di Kami
Il distretto di Kami (加美郡, Kami-gun?) è uno dei distretti della prefettura di Miyagi, in Giappone.
Attualmente fanno parte del distretto i comuni di Kami e Shikama.
| Controllo di autorità | VIAF (EN) 256606597 · NDL (EN, JA) 00630995 |